# Autosom

Gefärbte und sortiert dargestellte Chromosomen eines Mannes, ein sogenanntes Karyogramm zur übersichtlichen Darstellung des Karyotyps. Rechts unten die Geschlechtschromosomen X und Y, alle anderen Chromosomen sind Autosomen.

Als Autosomen werden in der Genetik alle Chromosomen bezeichnet, die keine Gonosomen (Geschlechtschromosomen) sind.
Beispielsweise haben Menschen normalerweise 46 Chromosomen in 23 Paaren. Die Chromosomenpaare 1 bis 22 sind Autosomen, das 23. Chromosomenpaar besteht aus den Geschlechtschromosomen: Zwei X-Chromosomen bei Frauen, ein X- und ein Y-Chromosom bei Männern.
Als autosomal – entweder autosomal dominant, autosomal intermediär oder autosomal rezessiv – werden Erbgänge bezeichnet, bei denen das betroffene Gen auf einem Autosom liegt.
Gene, die für die Ausbildung des männlichen Geschlechts bei XY-Karyotypen erforderlich sind, sind sowohl auf Gonosomen als auch auf Autosomen verteilt.

## Untersuchung
Autosomen werden im Zuge einer Karyotypisierung untersucht. Dabei werden die Chromosomen aus Zellen im Metaphase- oder Prometaphase-Arrest meistens per Giemsa-Färbung gefärbt und unter einem Lichtmikroskop betrachtet. Zum besseren Vergleich werden sie als Karyogramm dargestellt. Beispielsweise weisen Zellen beim Pätau-Syndrom drei Kopien von Chromosom 13 auf, während beim Down-Syndrom drei Kopien von Chromosom 21 auftreten.

## Geschichte
Der Begriff wurde 1906 von Thomas Harrison Montgomery junior (1873–1912) geprägt.